# Wildeppenried

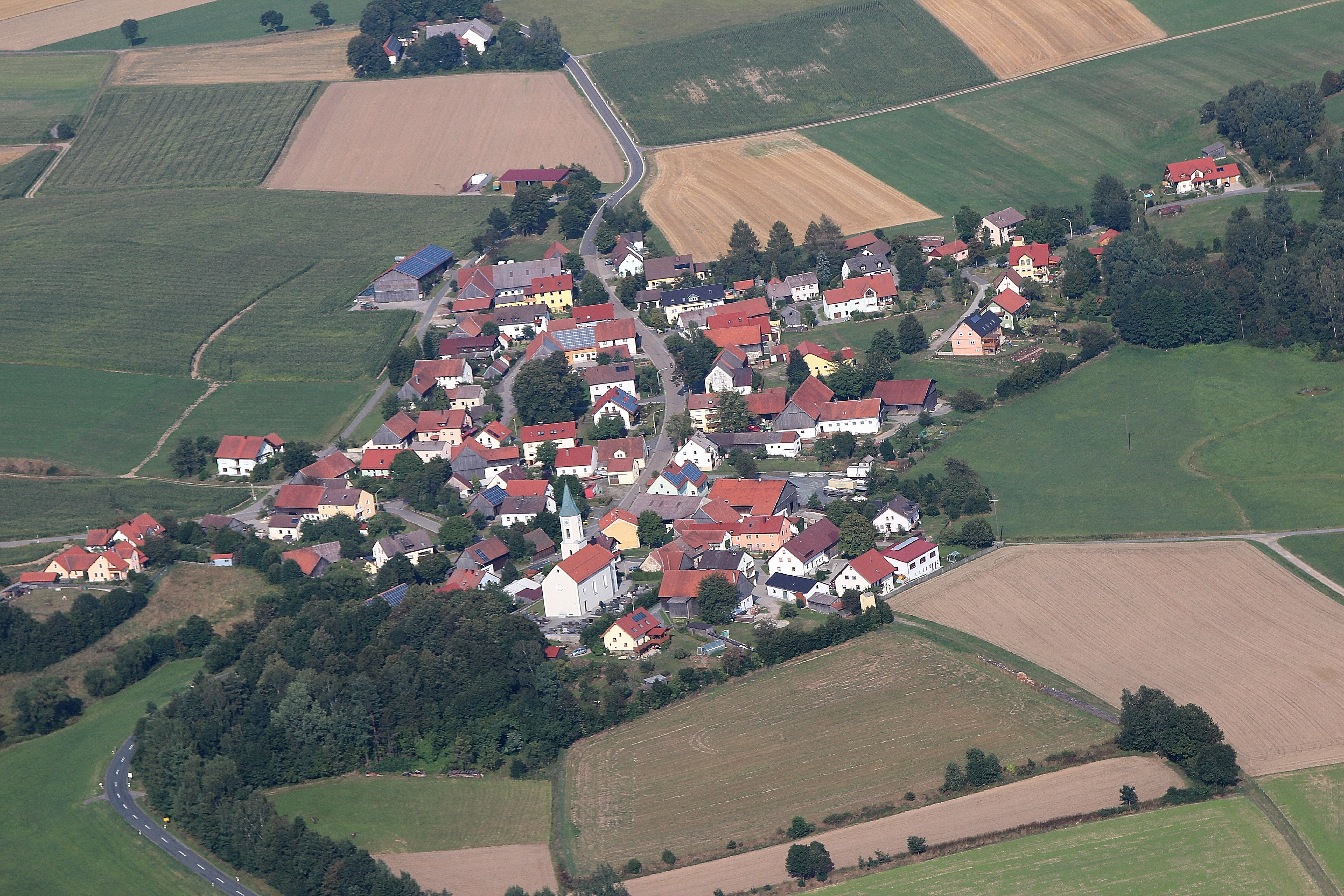
Wildeppenried (2013)

Wildeppenried ist ein Ortsteil der Stadt Oberviechtach im Oberpfälzer Landkreis Schwandorf in Bayern.

## Geographische Lage
Wildeppenried liegt im Quellgebiet des Goldbaches, umgeben von Wiesen und Feldern zusammen mit Pullenried auf einer Hochfläche, die sich sanft ins ungefähr zwei Kilometer südöstlich gelegene Murachtal neigt,
an der Straße SAD44, die Oberviechtach mit Schönsee verbindet.

## Geschichte
1398 wurden Pullenried (als Pulenrewt) und Wildeppenried (als Eppenrewt) in der Vikariatsrechnung
beide als Seelsorgestellen erwähnt.
Um 1400 war Wildeppenried Kirchenlehen der Landgrafen von Leuchtenberg.
1438 wurde die Pfarrei Wildeppenried als verwüstet bezeichnet.
Nachdem das Gebiet durch die Hussiten verwüstet worden war,
wurde 1526 Wildeppenried der Pfarrei Teunz zugeordnet.
Mit der Reformation kamen Wildeppenried und Pullenried 1556 als Filialen zur Pfarrei Schönsee.
1616 gab es eine Schule für Wildeppenried und Pullenried.
Diese Schule ging 1643 wegen Geldmangels ein.
Es gab in Wildeppenried ein 1850 erbautes Schulhaus,
das bis 1954 als solches benutzt und dann wegen Baufälligkeit abgerissen wurde.
Im Jahre 1873 gab es nur einen einzigen Lehrer in Wildeppenried, der 119 Schüler unterrichtete.
1904 wurde ein weiteres Schulhaus erbaut und ein zweiter Lehrer eingestellt.
Ab 1969 gingen die Kinder der Unterstufe (1. bis 4. Klasse) nach Pullenried
und die Kinder der Oberstufe (ab 5. Klasse) nach
Oberviechtach in die Schule.
Zum Stichtag 23. März 1913 (Osterfest) hatte der Ort Wildeppenried 34 Häuser und 180 Einwohner.
Zu dieser Zeit war Wildeppenried Filiale von Pullenried mit den Ortschaften
Aufhäusl (Schlosshäusl) (1 Haus, 3 Einwohner), Bühelhäusl (1 Haus, 4 Einwohner),
Gartenried (10 Häuser, 64 Einwohner), Gartenriedermühle (1 Haus, 9 Einwohner),
Höcherlmühle (1 Haus, 4 Einwohner), Kotzenhof (2 Häuser, 14 Einwohner),
Kühried (26 Häuser, 135 Einwohner), Kühriedermühle (1 Haus, 7 Einwohner),
Kühschlag (1 Haus, 4 Einwohner), Lukahammer (4 Häuser, 34 Einwohner),
Wildeppenriedermühle (1 Haus, 9 Einwohner) und
Wildstein (31 Häuser, 158 Einwohner).
1931/32 wurde die Expositur Wildeppenried errichtet für die
der Kaplan von Pullenried zuständig war.
Am 31. Dezember 1969 hatte die Gemeinde 360 Einwohner
und eine Fläche von 851 ha.
Zu ihr gehörten
Wildeppenried (44 Häuser),
Pirkhof (17 Häuser),
Lukahammer (7 Häuser),
Gartenried (8 Häuser),
Kotzenhof (2 Häuser) und
Schieberberg (1 Haus).
Am 31. Dezember 1990 hatte der Ort Wildeppenried 157 Katholiken.
Die 1913 noch zur Pfarrei Pullenried gerechnete Wildeppenried wurde 1990 als Expositur
extra aufgeführt mit 554 Katholiken und 16 Nichtkatholiken
und den Ortschaften Wildeppenried, Gartenried, Gartenriedermühle, Höcherlmühle, Kotzenhof,
Kühried, Kühriedermühle, Lukahammer und Wildstein.
Heute (2013) gehört Wildeppenried zur Pfarrei Oberviechtach

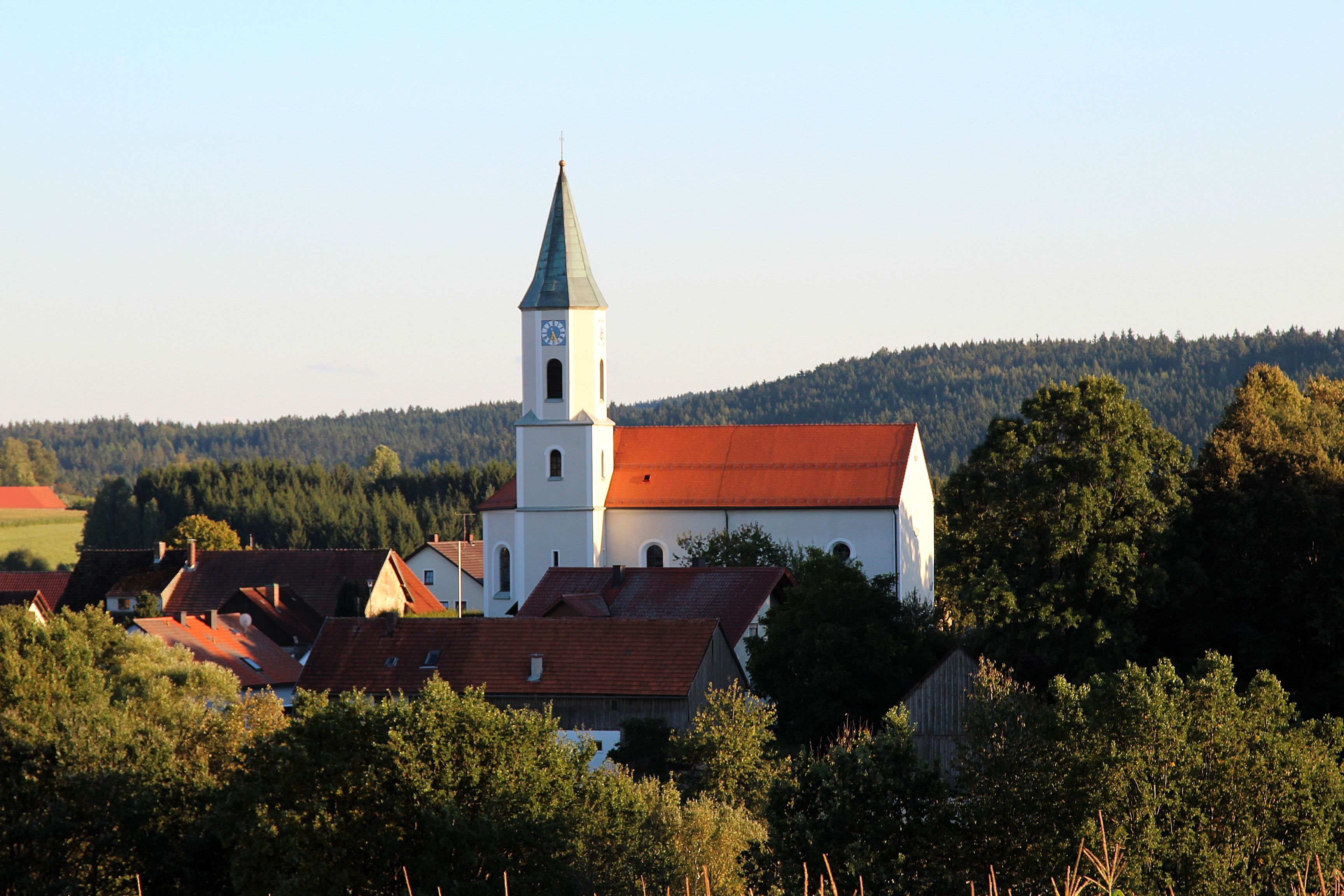
Wildeppenried, Kirche St Bartholomäus, Blick von Norden

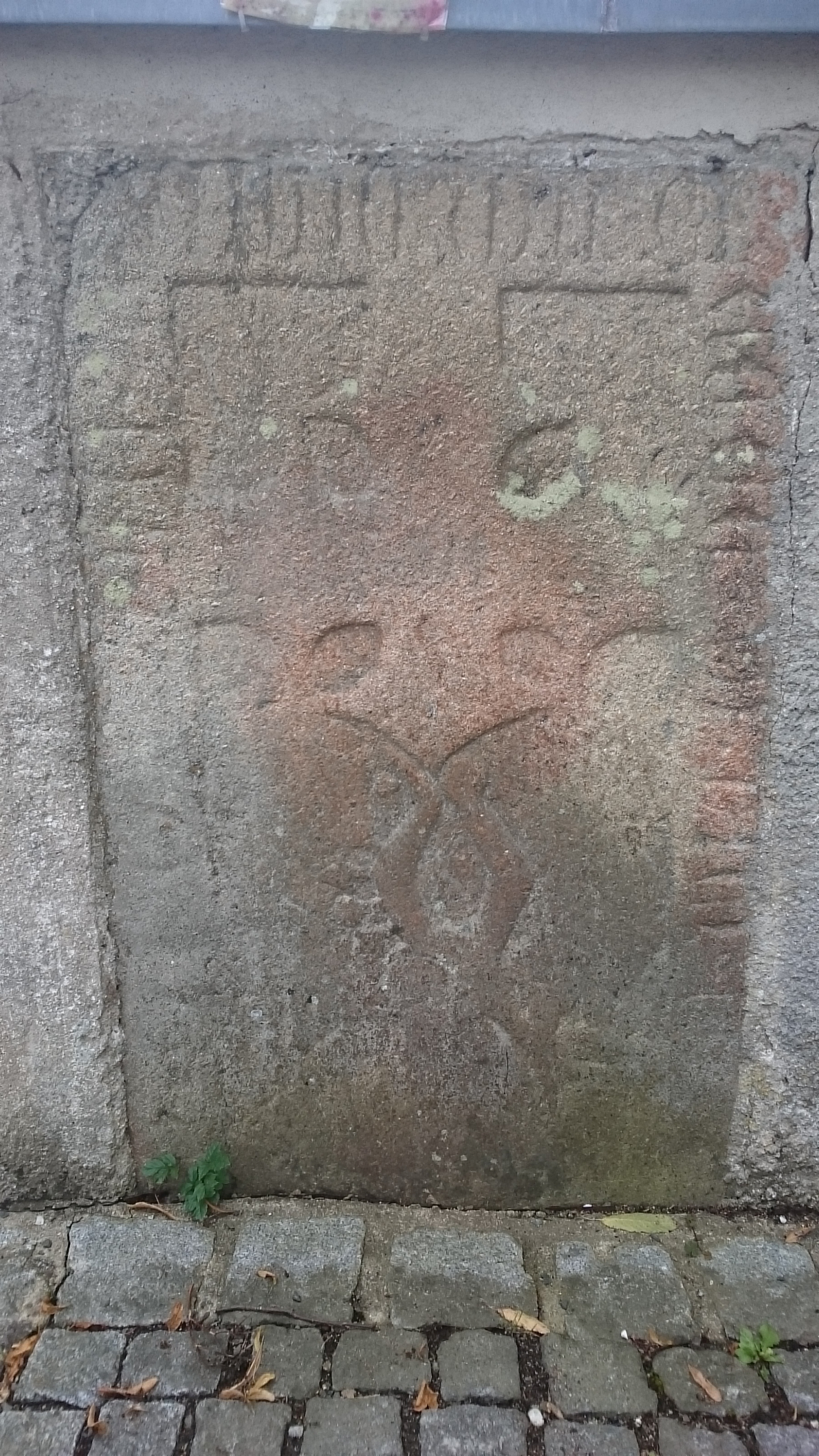
Wildeppenried, Friedhof, Grabplatte mit Helmkleinod der Frankengruner

im Dekanat Neunburg-Oberviechtach.

## Kultur und Sehenswürdigkeiten
Die Kirche St. Bartholomäus steht am Westrand von Wildeppenried etwas
erhöht auf einem Basaltstock. Sie wurde 1872/75 erbaut, nachdem der Vorgängerbau 1869 einem
Großfeuer zum Opfer gefallen war. Eine Holzfigur des heiligen Bartholomäus aus dem 18. Jahrhundert
steht auf dem Hochaltar. Ein alter, abgetretener Grabstein wurde in die Friedhofsmauer neben dem
Leichenhaus eingesetzt. Ein darauf noch zu erkennendes Helmkleinod
verweist auf das Geschlecht der Frankengruner.